# Olsberg (Svizzera)
Olsberg (toponimo tedesco) è un comune svizzero di 359 abitanti del Canton Argovia, nel distretto di Rheinfelden.

## Geografia fisica
Il comune di Olsberg è separato dall'omonima frazione di Arisdorf dal fiume Violenbach.

## Monumenti e luoghi d'interesse

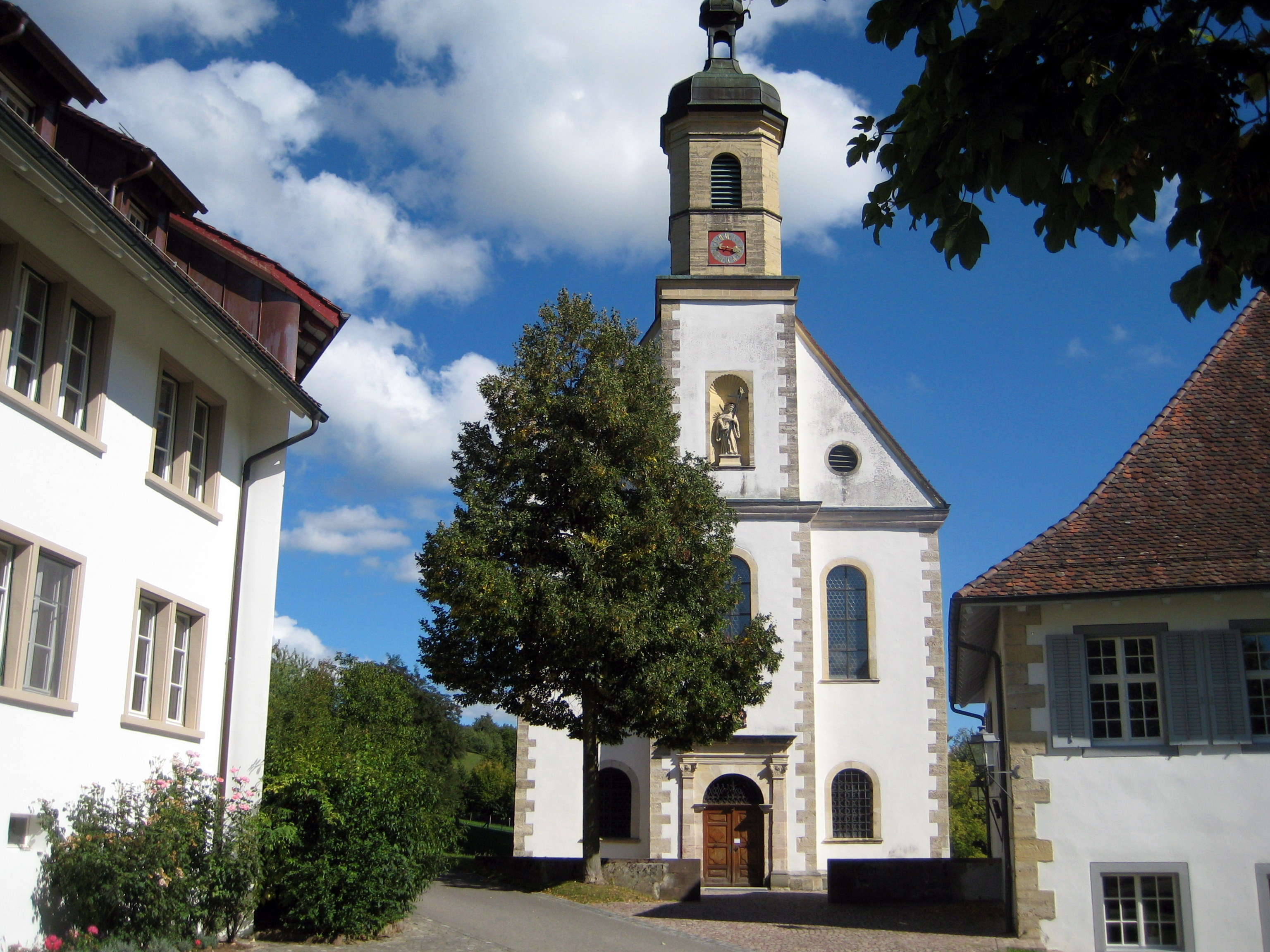
La chiesa cattolica cristiana di Santa Maria

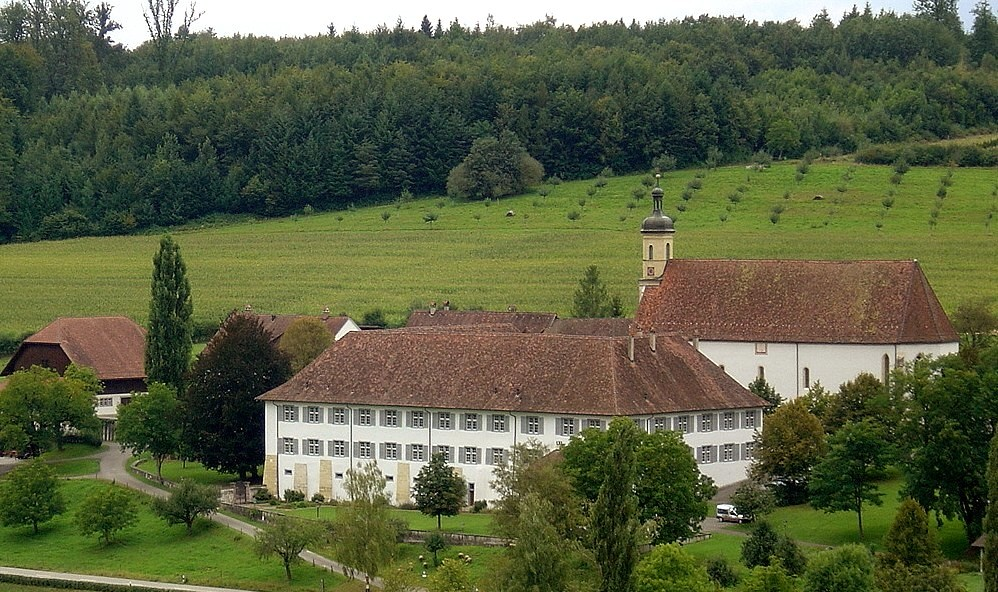
L'ex convento di Santa Maria

- Chiesa cattolica cristiana di Santa Maria (già chiesa conventuale)[1];
- Ex convento di Santa Maria, attestato dal 1234 e soppresso nel 1790[2].

## Società

### Evoluzione demografica
L'evoluzione demografica è riportata nella seguente tabella:
Abitanti censiti

## Amministrazione
Ogni famiglia originaria del luogo fa parte del cosiddetto comune patriziale e ha la responsabilità della manutenzione di ogni bene ricadente all'interno dei confini del comune.